# Intelectual tradicional
O intelectual tradicional, conforme Antonio Gramsci, é um intelectual que se vincula a um grupo social, instituição ou corporação e que expressa os interesses particulares compartilhados pelos seus membros. Como exemplo, pode ser citado a igreja (Clérigos), Forças Armadas (militares), instituições de ensino superior (Professores universitários), entre vários outros. Dá continuidade a formação histórica na qual ele participava e por guardar certa autonomia e independência do grupo social atualmente hegemônico.